# Setosiconops epixanthus
Setosiconops epixanthus är en tvåvingeart som beskrevs av Schneider 2010. Setosiconops epixanthus ingår i släktet Setosiconops och familjen stekelflugor. Inga underarter finns listade i Catalogue of Life.